# Area 51 (film)
Pour les articles homonymes, voir Area 51.
Pour plus de détails, voir Fiche technique et Distribution.
Area 51 est un film d'horreur et de science-fiction américain coproduit, écrit et réalisé par Oren Peli, sorti en 2015.

## Synopsis
Trois adolescents curieux pénètrent dans la mystérieuse zone 51, une base de l'armée de l'air américaine perdue dans le désert du Nevada.
Reid, Darrin et Ben sont trois amis proches, théoriciens avides du complot. La fascination de Reid pour les activités extraterrestres est encore plus criante quand il disparaît inexplicablement au milieu d’une fête et n’a aucun souvenir de sa disparition. Il passe les trois prochains mois à élaborer un plan pour infiltrer la zone 51 et découvrir les secrets de la base. Cependant, l'obsession de Reid pour la recherche extraterrestre le laisse détaché de sa famille et lui fait même perdre son emploi. Il est rejoint par Darrin, Ben et Jelena, une autre théoricienne du complot dont le père a travaillé pour la zone 51. Ils prévoient d'infiltrer la base militaire en utilisant des brouilleurs de signaux, des lunettes de vision nocturne, des combinaisons au fréon et des pilules pour masquer leur taux d'ammoniac. 
Sur les conseils du père de Jelena, le groupe harcèle un homme qu’ils soupçonnent d’être un personnage important de la zone 51. Reid et Darrin se faufilent dans la maison de l’homme et volent son badge de sécurité. Ben conduit les trois au milieu du désert et attend leur retour. Reid, Darrin et Jelena contournent avec succès les défenses de périmètre de la base et pénètrent dans le complexe en utilisant le badge de sécurité acquis précédemment. Les trois s'aventurent plus profondément dans la base où ils découvrent un laboratoire contenant une substance liquide et un matériau anti-gravité. Ils trouvent également un vaisseau spatial extraterrestre dans un hangar, dans lequel seul Reid peut entrer et interagir. Les trois atteignent ensuite le niveau «S4» de la zone 51, qui contient les informations et les expériences les plus secrètes du complexe. Ils déclenchent une alarme et sont envahis par des gardes. Darrin est séparé de ses deux camarades et tente d'éluder les gardes et un étranger prédateur. Il échappe de peu à l’étranger et se retire dans les niveaux les plus élevés de la base.
Reid et Jelena s'aventurent plus profondément dans le complexe et découvrent une structure ressemblant à une grotte dans la zone 51. Ils découvrent divers articles vestimentaires, des jouets et, plus tard, des gousses de sang et d'organes humains. Les deux tombent ensuite sur une colonie d'extraterrestres endormis. Un étranger se réveille et les chasse hors de la grotte et dans une autre section du complexe. Reid et Jelena se retrouvent dans une chambre blanche. Alors que Reid examine une série de symboles extraterrestres, Jelena est soudainement entraînée par une force invisible. Il la trouve dans un état fasciné et insensible. La chambre perd soudainement la gravité et il est révélé qu'elle est en fait l'intérieur d'un vaisseau spatial extraterrestre en vol. La caméra de Reid tombe et s'écrase au sol.
Darrin réussit à s'échapper du complexe et découvre que tous les membres du personnel sont évacués de la zone 51. Il retourne dans le désert où il rencontre Ben, qui attendait le retour des trois adolescents. Darrin explique frénétiquement que leur groupe a été séparé et exhorte Ben à partir. Cependant, le moteur de leur voiture s'éteint rapidement et le caméscope filme les deux hommes enlevés de la voiture.
A la fin du film (scène post-crédits), un vieil homme, qui avait déjà été interviewé par le groupe, trouve le caméscope de Reid toujours en fonction.

## Fiche technique
- Titre original et français : Area 51
- Titre québécois : Zone 51
- Réalisation : Oren Peli
- Scénario : Oren Peli
- Direction artistique : Patrick M. Sullivan Jr.
- Décors : Danielle Clemenza
- Costumes : Amy Brownson
- Photographie : Todd Grossman
- Son :
- Montage : Blake Maniquis et Jake York
- Musique :
- Production : Jason Blum et Steven Schneider
- Société(s) de production : Aramid Entertainment Fund, Blumhouse Productions, IM Global, Incentive Filmed Entertainment et Room 101
- Société(s) de distribution :  Paramount Pictures
- Budget : 5 millions de dollars
- Pays d’origine :  États-Unis
- Langue : Anglais
- Format : Couleur - 35mm - 2,35:1 - Son Dolby numérique
- Genre : Horreur, science-fiction
- Durée : 91 minutes (1 h 31)
- Date de sortie : 15 mai 2015

## Distribution
- Reid Warner (VF : Fabrice Trojani) : Reid
- Darrin Bragg (VF : Mohad Sanou) : Darrin
- Ben Rovner (VF : Adrien Larmande) : Ben
- Jelena Nik (VF : Camille Donda) : Jelena
- Roy Abramsohn : Jim Nelson
- Frank Novak : Frank Novak
- Glenn Campbell (VF : Stefan Godin) : Glenn Campbell

## Production
La production du film a débuté à l'automne 2009.  En avril 2011, CBS Films a engagé le réalisateur et acteur Chris Denham pour faire des réécritures sur Area 51.  Peli a tourné des tournages en 2013. En août 2013, Jason Blum a déclaré que la production du film était terminée et que Peli "bricolait" avec le film en post-production . Le 14 mars 2015, Blum a confirmé que le film était officiellement terminé et qu'il serait peut-être diffusé en VOD. Le 6 avril 2015, il a été signalé que Blum avait répondu à un utilisateur de Twitter qui lui avait demandé s'il avait des nouvelles de la région 51 en déclarant "très très bientôt. -JB". Enfin, le 23 avril 2015, il a été annoncé que le film ouvrirait exclusivement dans les cinémas Alamo Drafthouse et via des plateformes de vidéo à la demande le 15 mai 2015 .

## Box-office
Le film est sorti exclusivement dans les cinémas Alamo Drafthouse pour une fin de semaine et sur les plateformes de vidéo à la demande à compter du 15 mai 2015, avec l'aimable autorisation de Paramount Insurge et Blumhouse Tilt.  Le film a rapporté un total de 7 556 $ pour son week-end à long terme .

## Réception critique
Area 51 a recueilli des critiques principalement négatives de la part des critiques. Le film détient une cote de 17% sur Rotten Tomatoes sur la base de six critiques. Brian Tallerico écrivant pour RogerEbert.com a attribué au film une étoile et demie et a critiqué l'intrigue générique et le rythme du film.  A. A. Dowd de L'AV. Le club a attribué à C 51 la cote 'C' et a critiqué l'originalité du film par rapport au film précédent d'Oren Peli, Paranormal Activity.